# Ermenegildo Florit
Ermenegildo Florit (né le 5 juillet 1901 à Fagagna, en Vénétie julienne, Italie, et mort le 8 décembre 1985 à Florence) est un cardinal italien  de l'Église catholique du XXe siècle, nommé par le pape Paul VI.

## Biographie
Ermenegildo Florit étudie à Udine et à Rome. Après son ordination, Florit fait du travail pastoral dans le diocèse d'Udine et dans le diocèse de Rome et est professeur et vice-recteur de l'athenée pontifical du Latran à Rome.
Florit est nommé archevêque titulaire de Hiérapolis-en-Syrie (de) et coadjuteur de Florence en 1954. Il est promu à l'archidiocèse de Florence en 1962 et assiste au Concile Vatican II (1962-1965). 
Le pape Paul VI le crée cardinal lors du consistoire du 22 février 1965 au titre cardinalice de Regina Apostolorum. Florit participe aux deux conclaves de 1978 (élection de Jean-Paul Ier et de Jean-Paul II).